# Петров, Геннадий Николаевич (учёный)
Геннадий Николаевич Петров (1955—2011) — советский и российский учёный-филолог, доктор филологических наук, профессор.

## Биография
Родился 28 июня 1955 года в Вологодской области.
В 1977 году окончил Московский государственный институт театрального искусства по специальности «Театроведение».
Обучался в аспирантуре, во время которой стажировался в Институте аудиовизуальных проблем в Париже.
Диссертацию на соискание ученой степени кандидата искусствоведения «Телевизионный театр Франции и традиции театральной культуры» защитил в Москве в 1983 году.
Преподавал в ГИТИСе на кафедре истории зарубежного театра, занимался проблемами смежных искусств (кино и театр, театр и ТВ, зрелищные формы массового искусства).
С середины 1980-х годов Петров, переехав в Ленинград, занялся практической журналистикой на Петербургском радио и ТВ.
С 1984 года преподавал на кафедре радио- и ТВ-журналистики Ленинградского университета.
Спектр научных интересов Г. Н. Петрова — зрелищные формы искусства — нашёл отражение в докторской диссертации «Аудиовизуальная журналистика в художественной культуре XX века (эволюция коммуникационных процессов, развитие журналистских технологий, изменение языка и стилистики)», успешно защищённой в 2001 году.
Умер 13 мая 2011 года в Санкт-Петербурге.

## Труды
Г. Н. Петров — автор 90 опубликованных работ, включая научные статьи, сценарии радио- и телевизионных программ.
Некоторые работы:
- монография «Телевизионная драматургия. Проблемы журналистского мастерства и особенности творчества» (1999),
- учебное пособие «Средства массовой коммуникации и художественная культура: Взаимодействие и синтез» (2003),
- учебное пособие «Радиотелевизионная журналистика в системе профессиональных координат» (2003, в соавторстве),
- учебное пособие «Курс радиотелевизионной журналистики. Секреты профессии» (2004, в соавторстве).